# Meinert Löffler
Meinert Löffler (* 23. Februar 1872 in Vegesack; † 7. Juli 1950 ebenda) war ein Gemeindevorsteher in Hammersbeck und Schmied auf dem Bremer Vulkan.

## Leben
Nach seiner Ausbildung zum Schmied trat Löffler in den Metallarbeiterverband und in die SPD ein. 1896 fing er als Schmied beim Bremer Vulkan an, wo er 40 Jahre lang arbeitete.
1904 wurde Löffler in den Gemeinderat von Hammersbeck gewählt. Daneben war er in der SPD und in der Gewerkschaft aktiv und setzte sich für den Siedlungsbau ein. Am 9. September 1918 wurde er zum Gemeindevorsteher von Hammersbeck gewählt. In seiner Amtszeit beschloss der Gemeinderat im Oktober 1921 aufgrund finanzieller Schwierigkeiten den Anschluss an die Gemeinde Aumund. In der Kommunalpolitik war er weiter bis 1933 als Vertreter des Bürgermeisters tätig.

## Ehrungen
In Vegesack ist eine Straße nach ihm benannt.